# Parocneria terebinthi
Parocneria terebinthi is een vlinder uit de familie van de spinneruilen (Erebidae), onderfamilie donsvlinders (Lymantriinae). De wetenschappelijke naam van de 
soort is voor het eerst geldig gepubliceerd in 1838 door  Freyer.
Deze nachtvlinder komt voor in Europa.